# Karl Zischek
Karl Zischek (28 de agosto de 1910 - 6 de outubro de 1985) foi um futebolista austríaco. Ele competiu na Copa do Mundo FIFA de 1934, sediada na Itália, na qual a seleção de seu país terminou na quarta colocação dentre os 16 participantes.